# 고야마 고
고야마 고（小山 剛, 1960년 4월 18일 ~）는 일본의 법학자. 연구분야는 헌법 . 현재 게이오대학 법학부 교수.

## 생애
- 1984년 3월 - 게이오 대학 법학부 졸업
- 1986년 3월 - 게이오 대학 대학원 법학연구과 석사 과정 수료
- 1987년 -1989년 - 독일 유학 (쾰른대학 클라우스 슈테른（Klaus Stern）에게서 사사하였다)
- 1990년 3월 - 게이오 대학 대학원 법학 연구과 박사 과정 단위 취득 퇴학
- 1990년 10월 - 아이치 여자 단기 대학 강사
- 1993년 4월 - 메이조 대학 법학부 강사
- 1994년 4월 - 메이조 대학 법학부 조교수
- 2001년 6월 - 프라이부르크 대학교 객원 교수 (2001년 7 월까지)
- 2002년 4월 - 게이오 대학 법학부 조교수
- 2004년 4월 - 게이오 대학 법학부 교수
- 2005년 12월 - 박사학위 획득 (법학) (게이오 대학) (학위논문 「기본권의 내용 형성 - 입법에 의한 헌법 가치의 실현」)

## 학설
- 헌법중에서도　특히　기본인권분야에　관한　연구에서　많은　성과를　거두었고　독일헌법에　대한　연구　또한　깊다．
- 국가의 기본권 보호의무， 헌법　기본권의　대사인적 효력, 　법에 의한 헌법상의 권리의 구체화 (내용 형성)에　대한 연구로 유명. 이외, 프라이버시권 및 안전 문제를 다룬 논문도 다수　발표.
- 첫 번째 저서 「기본권 보호의 법리」 는 타우 죠지 상을 수상.

## 주요저작
- "기본권 보호의 법리 '(成文堂 1998년)
- "기본권의 내용 형성 - 입법에 의한 헌법 가치의 실현 '(尚学社 2004년)
- ""헌법상의권리의"작법"(尚学社 초판 2009년, 새로운 자료 2011년) ※ 한글 번역 2013년]
- "헌법 학설에　귀기울이다」(공 편저 일본 평론사, 2004년)
- "프로세스연습 헌법」(공 편저, 신 잔사 초판 2004년 제 4 판 2011년)
- "논점탐구 헌법」(공 편저, 弘文堂 2005년)
- "시민 생활의 자유와 안전」(공 편저, 成文堂 2006년)
- "논점 일본국의 헌법」(공 편저, 東京法令出版, 2010년)